# Калиновый сироп

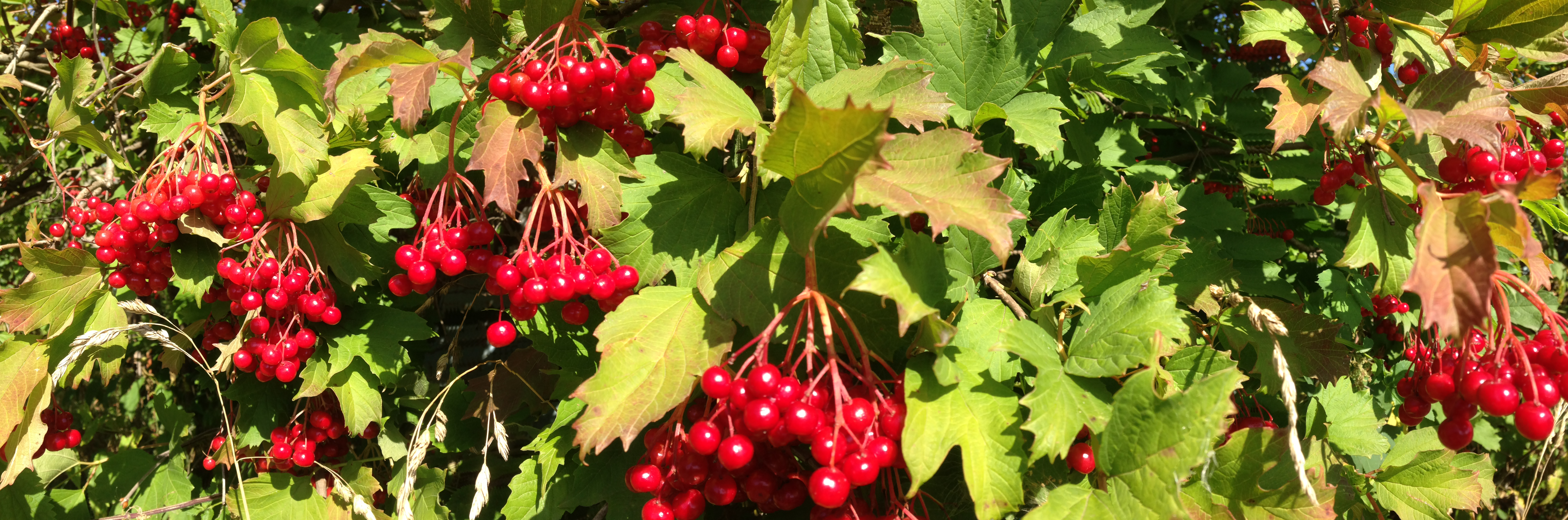
Ягоды калины используются для приготовления сиропа

Калиновый сироп — вид сиропа, основным ингредиентом которого являются ягоды калины. Используется для приготовления коктейлей и для пропитки десертов. Сбор ягод калины происходит после наступления первых морозов, так тогда ягода обладает большим количеством полезных свойств. Из собранных ягод сразу начинают делать сироп, так как срок их хранения ограничен.

## Описание
Калиновый сироп может использоваться для лечения сосудистых заболеваний, простуды и инфекционных заболеваний. Этот продукт способствует регенерации тканей, снимает отеки и смягчает сухой кашель.

## Приготовление

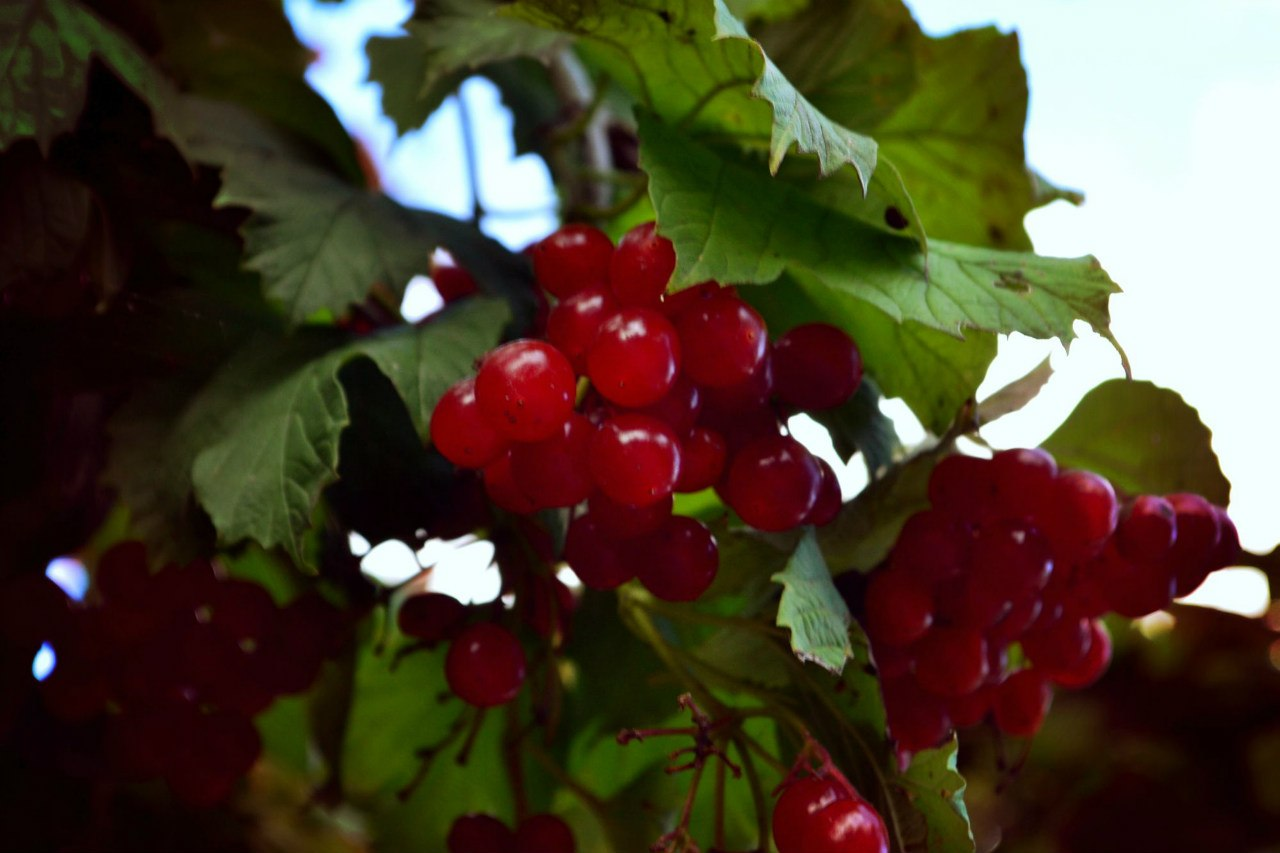
Ягоды калины

Для приготовления калинового сиропа используют 250 грамм калины, 500 мл воды и 320 грамм сахарного песка. Ягоды калины перебирают и промывают, заливают водой и ставят на огонь. Доводят до кипения и варят смесь в течение 5 минут. Отвар процеживают и выливают, для дальнейшего приготовления сиропа из калины, необходимы только ягоды. В горячей воде растворяют сахар, доводят смесь до кипения и вводят ягодную массу. Варят все на протяжении 10 минут, затем остужают и переливают в емкости. Ягоды калины сохраняют свои полезные свойства в сиропе, так как они поддаются минимальной обработке. По аналогичному рецепту может быть приготовлен сироп из рябины.